# Flamengo de Sucre
El Club Flamengo de Sucre es un club de fútbol de la ciudad de Sucre, Chuquisaca, Bolivia. Fue fundado el 27 de mayo de 1966 y actualmente participa en la Asociación Chuquisaqueña de Fútbol. Disputa sus partidos de local en el Estadio Olímpico Patria.

## Historia
Flamengo  de Sucre fue fundado el 27 de mayo  de 1966 por unos empresario brasileños. Algún tiempo después, el club pasó a denominarse con el mismo nombre del club brasileño Clube de Regatas do Flamengo.
El club se unió a la Primera pero fue relegado a la Primera División B de bido a la falta de recursos y mala administración.
Finalmente cerró su participación en el fútbol profesional en 1989. Pero en 1996 volvió a abrir sus puertas al fútbol. A partir de 2010 juegan en la Primera "A" de la Asociación Chuquisaqueña de Fútbol.
El día 21 de junio de 2011 el Club Flamengo de Sucre se consagra campeón Primera "A" de la Asociación Chuquisaqueña de Fútbol (ACHF) por primera vez en sus 46 años de vida institucional, tras derrotar en la final del Torneo Adecuación al Club Fancesa, por 2-1, en un partido jugado en el estadio Patria.

## Uniforme
- Uniforme titular: Camiseta  con rayas verticales negras y rojas, pantalón blanco y medias rojas.
- Uniforme alternativo: Camiseta blanca, pantalón blanco y medias blancas.

## Instalaciones

### Estadio
Flamengo disputa sus partidos de local en el Olímpico Patria, el cual tiene capacidad para 32.700 espectadores y es propiedad del Gobierno Departamental de Chuquisaca.
El escenario fue inaugurado el año 1992 con tres tribunas: Preferencia, General y Curva Norte, además de una pista atlética de tartán de 8 carriles siendo completado 4 años después con la construcción de la curva sur en ocasión de la realización de la Copa América 1997 que tuvo a la ciudad de Sucre como sede de uno de los grupos del torneo.
En octubre de 2011, el Estadio se benefició con la instalación de un moderno e imponente tablero electrónico, el segundo más grande de Bolivia.

Panorámica interior del estadio.

## Datos del club
- Fundación: 27 de mayo de 1966.
- Temporadas en Primera División: 0.
- Temporadas en Copa Simón Bolívar: 3. (2011/12, 2012/13, 2025)

## Palmarés

### Torneos regionales (2)
| Competición regional   | Títulos        | Subcampeonatos        |
| ---------------------- | -------------- | --------------------- |
| Primera "A" (2)        | 2010, 2011/12. | 2012/13, 2016/17. (2) |
| Primera "B" (1)        | 2009           |                       |
| Primera de Ascenso (1) | 2008           |                       |
| Segunda de Ascenso (1) | 2007           |                       |